# Carex canariensis
Carex canariensis Kük. es una especie de planta herbácea de la familia de las ciperáceas.

## Descripción
Se trata de una planta perenne y cespitosa que puede alcanzar hasta 1 m de altura, con hojas muy ásperas, de 3–5 mm de ancho. Las espiguillas, que miden de 1–2 cm de largo, poseen todas flores masculinas y femeninas.

## Distribución y Hábitat
C.canariensis es un endemismo presente en todas las islas Canarias, salvo Lanzarote y Fuerteventura.

## Taxonomía
Carex canariensis fue descrita por Georg Kükenthal y publicado en Allegmeine Botanische Zeitschrift für Systematik, Floristik, Pflanzengeographie 6: 235. 1900.
Etimología
Ver: Carex
canariensis; epíteto geográfico que alude a su localización en Canarias.
Sinonimia
- Vignea canariensis (Kük.) Soják[2][3][4]